# Palazzo Montecitorio
Palazzo Montecitorio è un edificio storico di Roma che si affaccia su piazza del Parlamento da un lato e su piazza di Monte Citorio dall'altro, in cui ha sede la Camera dei deputati della Repubblica Italiana e il Parlamento in seduta comune (ovvero le occasioni in cui si riuniscono deputati e senatori).

## Storia

### Origine e periodo pontificio
La storia del palazzo ha inizio nel 1653 quando Innocenzo X commissionò a Gian Lorenzo Bernini la realizzazione di una residenza per la famiglia Ludovisi.
Si parla ancora della modesta altura sulla quale fu costruito il palazzo: c'è chi ritiene che in epoca romana vi si svolgessero le assemblee elettorali (da cui mons citatorius) e chi pensa che il nome deriverebbe dal fatto che vi venivano scaricati i materiali di risulta della bonifica del vicino Campo Marzio (mons acceptorius).
Il Bernini, straordinario interprete del barocco romano, realizzò un edificio che, sia nella struttura sia nelle decorazioni, si adatta all'assetto urbanistico preesistente. L'unica testimonianza del progetto berniniano è rappresentata dal dipinto attribuito a Mattia de' Rossi, allievo prediletto di Bernini (Roma, collezione Doria-Pamphili). La facciata del palazzo, costituita da una poligonale di cinque partiture che segue l'andamento curvo della strada prospiciente e gli elementi di pietra appena sbozzata, dai quali fuoriescono foglie e rametti spezzati, simulano un edificio costruito nella viva roccia.

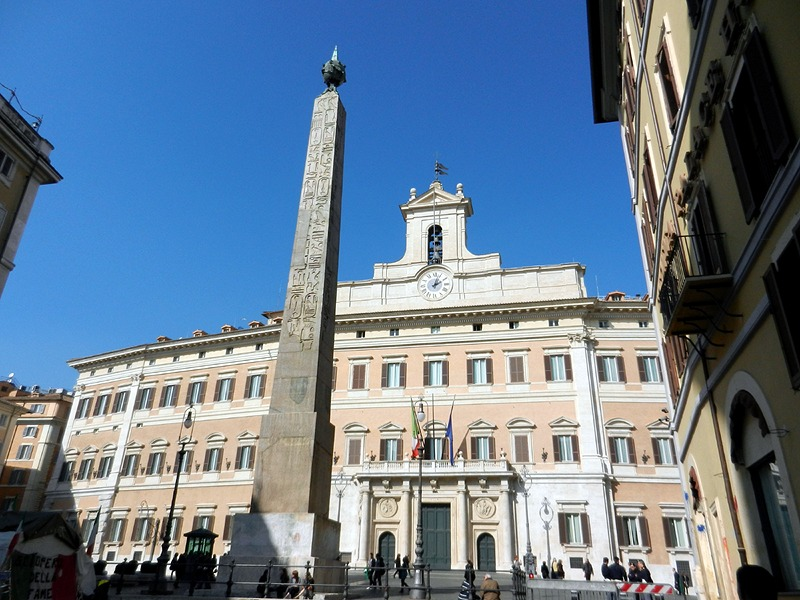
La piazza con l'obelisco

I lavori subirono un brusco rallentamento nel 1654 a causa di una lite per ragioni diplomatiche, tra Innocenzo X e il Principe Niccolò Ludovisi (che aveva sposato la nipote del Papa, Costanza Pamphili). Alla morte del Ludovisi (1664) i lavori vennero definitivamente interrotti, per essere ripresi circa vent'anni dopo dall'architetto Carlo Fontana che convinse Innocenzo XII (famoso per il suo anti-nepotismo), a installarvi due importanti attività: il massimo organismo dell'amministrazione della giustizia: la Curia Pontificia (che rimase a lungo denominata Curia innocenziana) e il dazio. I proventi di tali attività sarebbero andati a beneficio dell'Ospizio Apostolico dei poveri invalidi, detto "Il San Michele". Questa destinazione è ancor oggi ricordata da un bassorilievo con l'effigie del Salvatore e l'intestazione «Hospitii apostolici pauperum invalidorum», spostati sull'angolo destro della facciata dal cortile dove originariamente erano posti.
Carlo Fontana conservò la caratteristica facciata convessa aggiungendovi il campanile a vela e modificò il progetto dell'ingresso, aggiungendo due porte al lato dell'ingresso principale. La Curia fu inaugurata nel 1696. Oltre ai tribunali pontifici, il palazzo fu anche sede del Governatorato di Roma e della direzione di polizia, assumendo così un ruolo di spicco nella vita giudiziaria e amministrativa del governo pontificio.

### Dopo il Risorgimento
Con il Risorgimento, Palazzo Montecitorio fu espropriato dal Regno d'Italia e destinato a ospitare la Camera dei deputati (vennero scartati nella scelta Palazzo Venezia e il Campidoglio).
Le modifiche necessarie alle nuove mansioni del palazzo vennero compiute rapidamente, e il compito di edificare l'aula dell'assemblea fu affidato a un poco noto ingegnere dei lavori pubblici, Paolo Comotto, che costruì nel cortile una sala semicircolare a gradinate su un'intelaiatura di ferro interamente ricoperta di legno, inaugurata il 27 novembre 1871. La nuova aula si dimostrò tuttavia inadeguata, dotata di una pessima acustica, freddissima d'inverno e troppo calda d'estate. Inoltre, a causa di copiose infiltrazioni d'acqua, fu dichiarata pericolante e chiusa nel 1900. Nel frattempo, fallito un tentativo di costruire un nuovo palazzo del Parlamento in Via Nazionale, venne costruita una nuova aula provvisoria in via della Missione, e solo nel 1918 fu inaugurata la sede definitiva nel Palazzo Montecitorio.

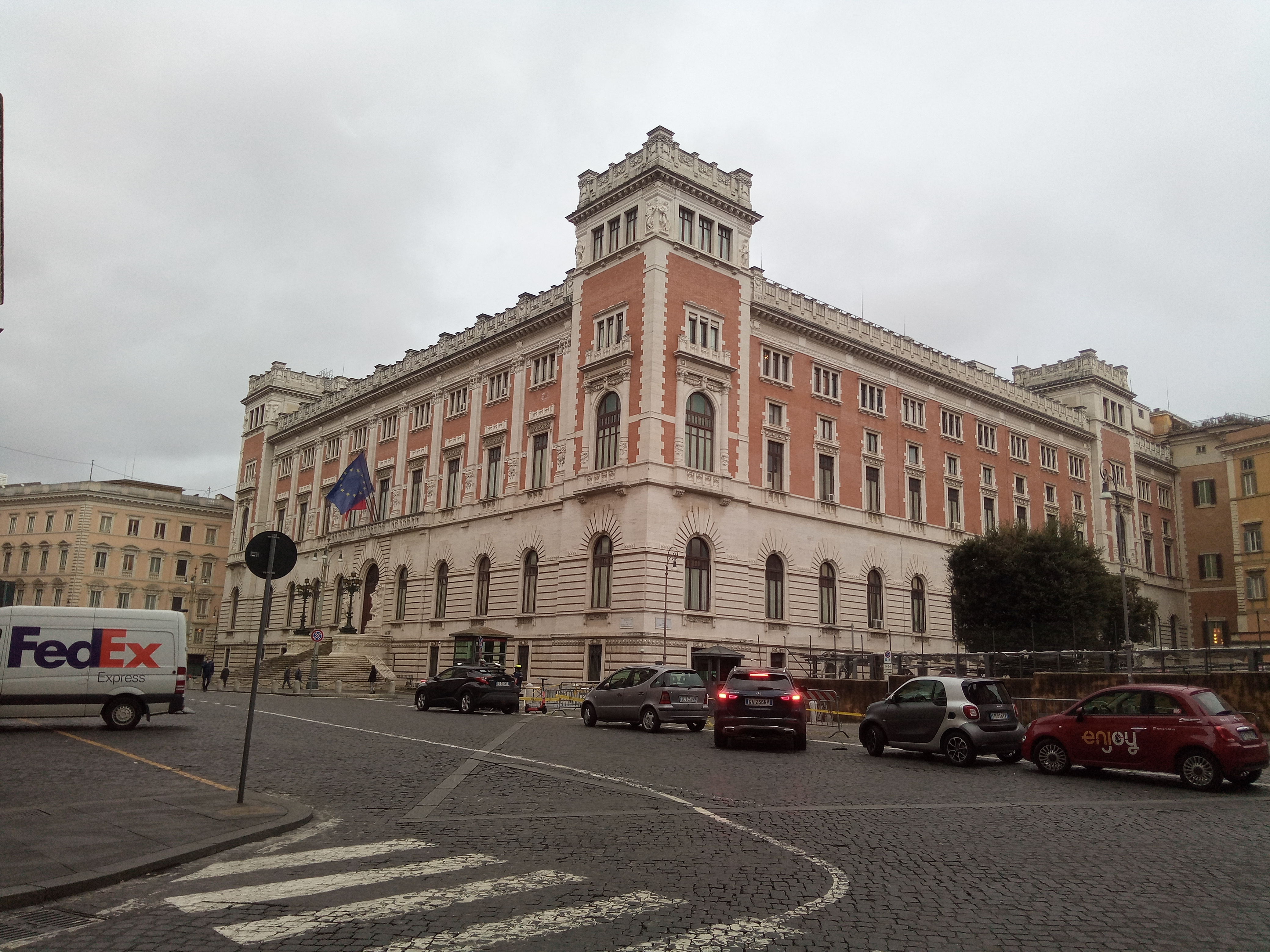
Il corpo di fabbrica che si affaccia su piazza del Parlamento

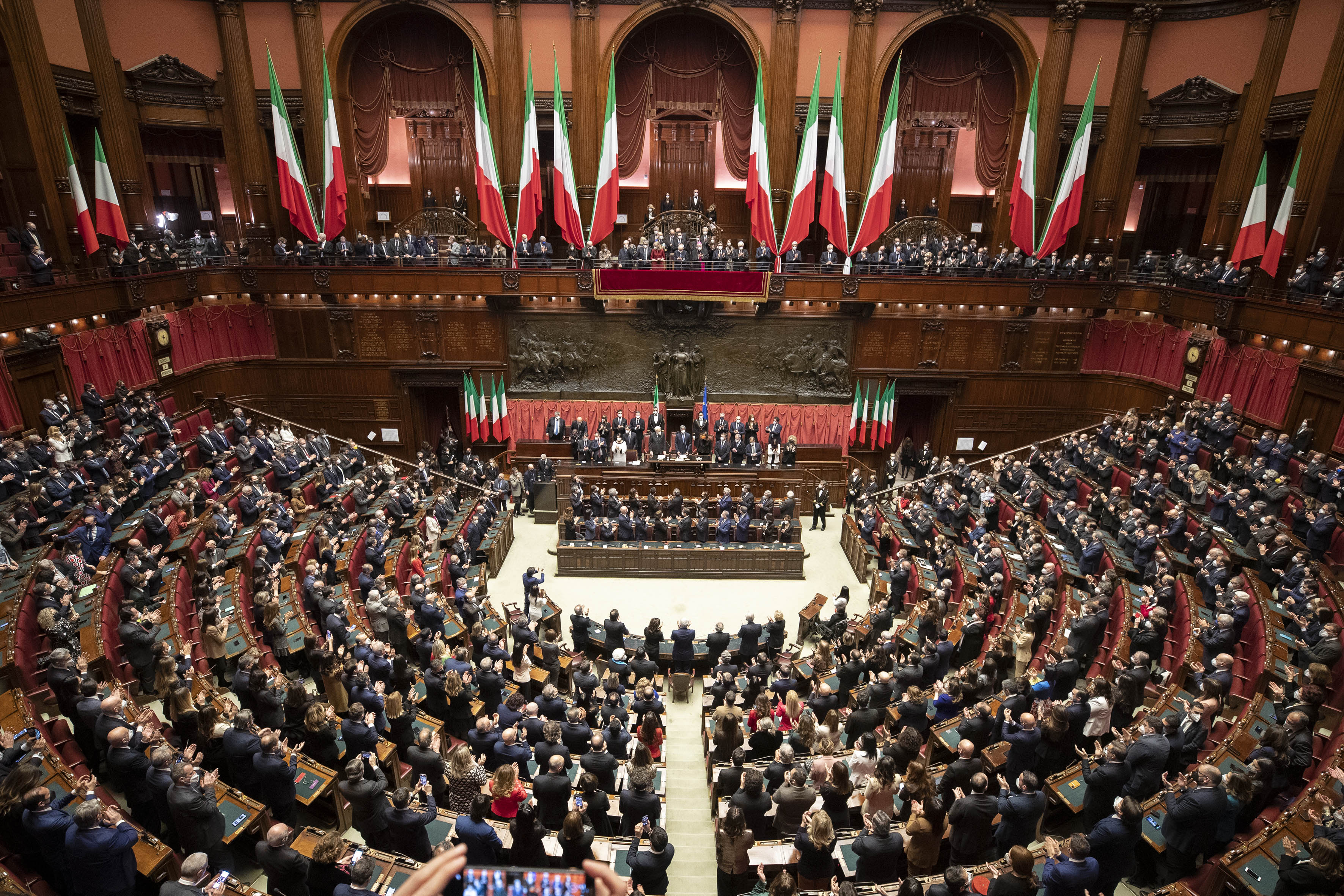
L'aula progettata da Ernesto Basile con il fregio dipinto da Giulio Aristide Sartorio

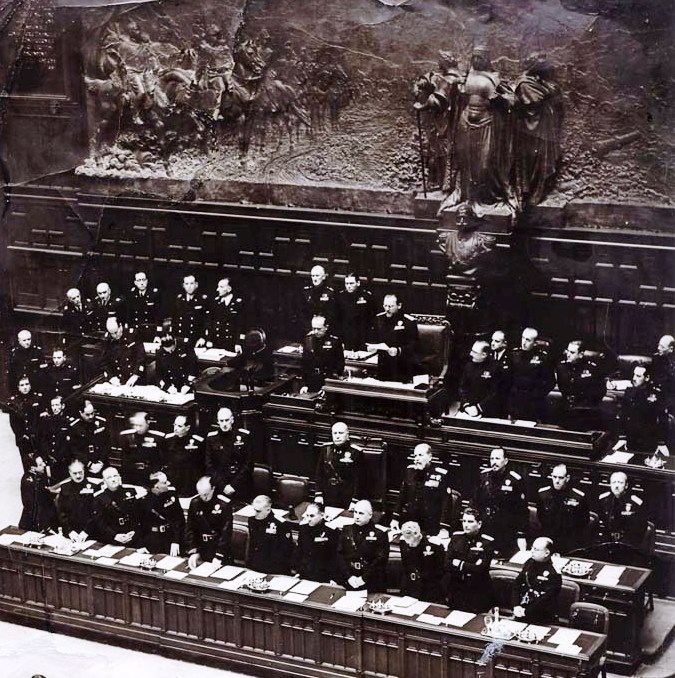
Camera dei deputati durante il fascismo: in alto al centro il presidente della Camera Alfredo Rocco durante un discorso, in basso al centro il presidente del Consiglio Benito Mussolini

I lavori di ampliamento del palazzo furono affidati all'architetto palermitano Ernesto Basile, esponente di primo piano della stagione liberty italiana, che eseguì importanti interventi costruendo un nuovo edificio alle spalle dell'originale. Basile mantenne infatti solo la parte frontale del palazzo berniniano, riducendo invece il cortile e demolendo le ali e la parte posteriore, innalzando, sulla piazza del Parlamento, il nuovo corpo di fabbrica caratterizzato da quattro torri angolari rivestite in mattoni rossi e travertino. All'interno di questo blocco Basile collocò l'aula delle sedute, illuminata da uno straordinario lucernario a ventaglio in stile liberty, il famoso Velario di Giovanni Beltrami.
Sotto il velario in vetro colorato di Beltrami fu posto un fregio pittorico, che circonda l'aula in alto, di Aristide Sartorio, dedicato alla storia del popolo italiano. Esso decora tutta in circolo la parte alta dell'aula e reca figure di uomini e donne anche nudi, con cavalli; fu eseguito con una tale fretta da richiedere l'uso di una specie di proiettore. Sartorio disegnò i volti anche sulla base di diapositive che ritraevano i malati di mente del Policlinico.
Con Basile collaborarono anche altri ingegneri, tra i quali gli artisti Leonardo Bistolfi e Domenico Trentacoste, autori dei gruppi marmorei e della facciata posteriore.
Il pannello bronzeo dell'Aula, posto alle spalle dello scranno del Presidente è intitolato: La glorificazione della dinastia sabauda, opera del torinese Davide Calandra. Il pannello venne fuso a Pistoia.
A Basile si deve anche il grande salone detto "Transatlantico", lungo e imponente, posto sul diametro dell'emiciclo e centro informale della vita politica italiana, caratterizzato da un pavimento in marmo siciliano, che deve la curiosa denominazione all'arredo tipico delle grandi navi d'inizio Novecento.
Miriam Mafai fa notare in proposito: «Gli uomini si trattengono volentieri a Montecitorio, anche al di là del necessario orario di lavoro perché ci si trovano bene come in un club, perché non hanno altro da fare e il Transatlantico diventa il loro punto di incontro dove fumano, si scambiano informazioni ed esperienze [...], che servono a stabilire solidarietà di gruppo più o meno strette, fino a vere e proprie cordate che poi verranno messe alla prova e giocate, fino ai tavoli della contrattazione. Non si tratta solo e sempre di affinità politiche. C’è una grande trasversalità nello scambio di queste esperienze e nella costituzione di queste cordate».

## Descrizione
Al primo piano si trovano:
- l'ingresso all'aula legislativa, che occupa tutti e tre i piani;
- il Transatlantico, un lussuoso corridoio così chiamato per il suo arredamento, che ricorda quelli delle navi transoceaniche;
- diverse sale stampa;
- la Sala dei ministri, utilizzata per le riunioni tra i Ministri e i Sottosegretari di Stato nelle occasioni in cui si trovano alla Camera dei Deputati;
- il Casellario, dove viene smistata la posta dei deputati;
- la Sala verde, utilizzata per la lettura della stampa periodica e così chiamata per il particolare colore dei suoi arredi;
- il Cortile d'onore;
- l'Archivio legislativo;
- la sede della Giunta delle elezioni.

Le più importanti sale di rappresentanza si trovano al secondo piano, insieme con gli uffici del presidente e dei componenti dell'Ufficio di presidenza e del Segretario generale.
Attraverso uno scalone monumentale, si accede al cosiddetto corridoio dei busti, lungo il quale sono esposti una trentina di busti in bronzo e marmo di illustri deputati e di presidenti della Camera. Alla fine del corridoio si può accedere alla Sala delle Donne, voluta da Laura Boldrini per ricordare le prime donne che hanno rivestito cariche significative nella costruzione della Repubblica, come le 21 madri costituenti, le prime sindache, la prima presidente di regione, ecc.
Un altro salone è chiamato Sala della Lupa, l'ambiente più ampio dell'ala berniniana, che deve il suo nome alla presenza di una scultura in bronzo della lupa capitolina. Qui fu proclamato il risultato del referendum istituzionale del 2 giugno 1946 e si svolgono ancora oggi riunioni importanti.
A sinistra della Sala della Lupa si affaccia la Biblioteca del presidente, dove si tengono le riunioni dell'Ufficio di presidenza e degli altri organi della Camera.
Sul lato destro è invece situata la sala Aldo Moro, dominata da una rappresentazione delle nozze di Cana di Paolo e Benedetto Caliari. L'intitolazione della storica sala è avvenuta il 13 maggio 2008, alla presenza del Presidente della Camera Gianfranco Fini, quando ricorreva il trentesimo anniversario della scomparsa del politico. La sala, che prima era soprannominata Sala gialla per il colore della tappezzeria, è arredata con mobili in stile rococò provenienti dalla Reggia di Caserta ed è attigua alla sala del Cavaliere.

### Patrimonio artistico

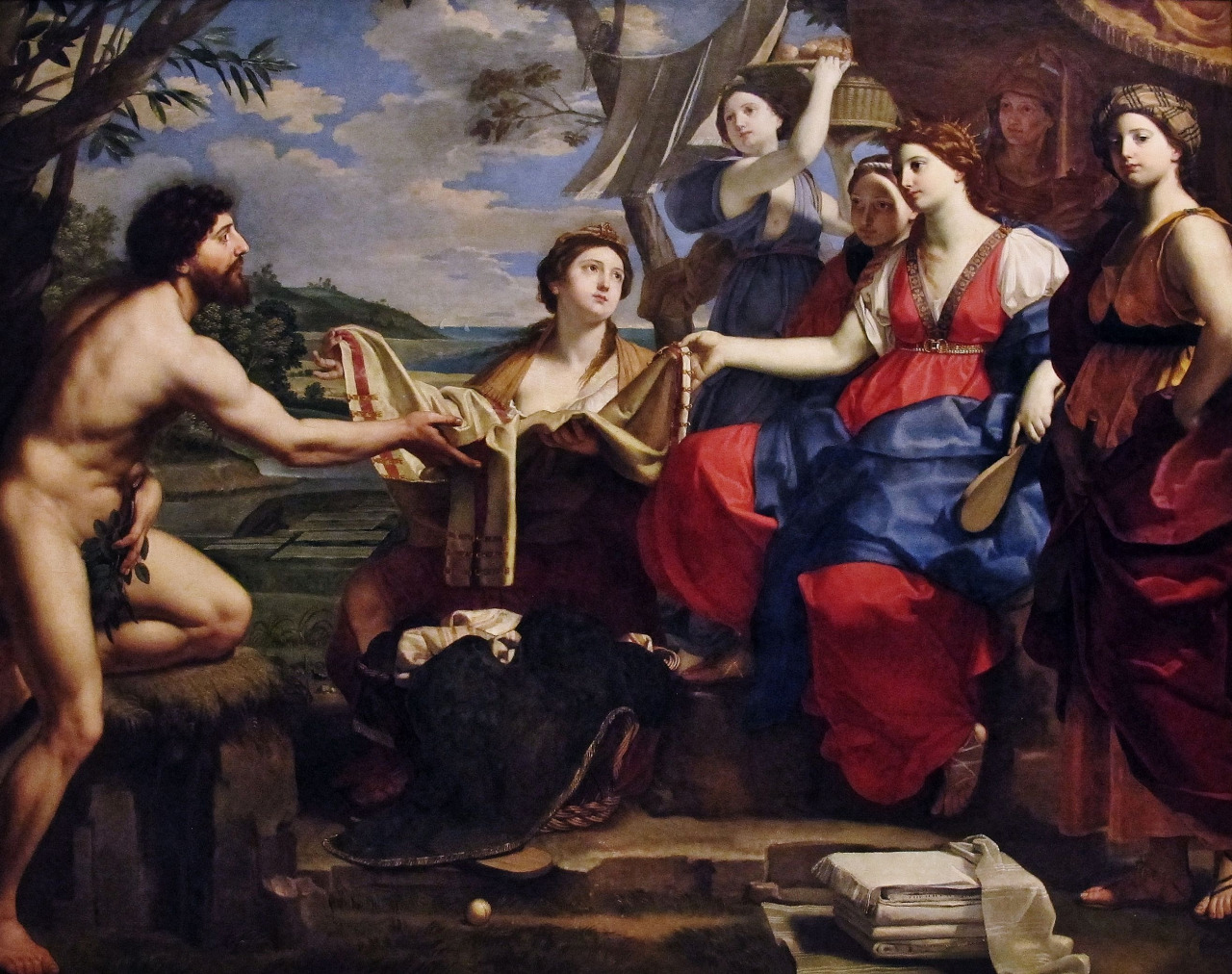
Ulisse e Nausicaa, Michele Desubleo

A Palazzo Montecitorio si trovano più di mille dipinti e sculture datati tra il XVI e XX secolo, alcune migliaia di incisioni e stampe di varie epoche, un nucleo consistente di reperti archeologici e una discreta quantità di beni artistici, come orologi, mobili d'epoca, arazzi e busti.
Una buona parte di queste opere è di proprietà delle varie Soprintendenze e si trova in deposito temporaneo presso la Camera dei deputati.
La rimanente parte del patrimonio artistico, rappresentata soprattutto da opere d'arte moderna e contemporanea, è stata direttamente acquisita in proprietà dalla Camera a partire dagli anni trenta. Una piccola parte del patrimonio artistico è inoltre rappresentata da donazioni fatte sia dagli artisti sia dagli eredi.
Nel corso della XIII legislatura, si è deciso di procedere alla restituzione, alle varie Soprintendenze proprietarie, di un buon numero di opere collocate temporaneamente alla Camera dei deputati per favorire la ricostituzione del patrimonio museale di tali istituzioni. Tra le opere più famose restituite figurano:
- La via del Calvario, Mattia Preti;
- Ulisse e Nausicaa, Michele Desubleo;
- Le quattro stagioni, Guido Reni;
- Fiori e cacciagione, Giuseppe Recco;
- Venere dormiente, Luca Giordano;Adorazione dei pastori, Pacecco De Rosa

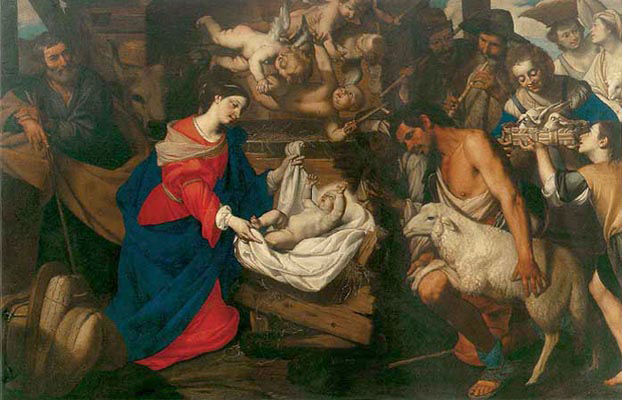
Adorazione dei pastori, Pacecco De Rosa

Il palazzo ospita comunque diverse opere d'arte di grande valore, raccolte in buona parte per abbellire l'edificio dopo i lavori di ampliamento del 1918. Tra le tante vanno citate L'Adorazione dei pastori, del 1630 di Pacecco De Rosa e, nella nuova Aula dei Gruppi Parlamentari, anche l'opera "Orme di Leggi" di Maria Lai.
Nella Galleria dei Presidenti, anch'essa progettata da Ernesto Basile, sono collocate le effigi e i ritratti della storia parlamentare dell'Italia, inclusi gli eletti delle esperienze parlamentari degli Stati pre-unitari. Dalla stampa del volto di Matteo Galdi, primo presidente del Parlamento delle Due Sicilie nel 1820 e nel 1821, collocato nel 2020 a inizio della Collezione per il Bicentenario della prima seduta del primo Parlamento pre-unitario, per passare ai ritratti dei Presidenti della Camera dei deputati.

## Localizzazione degli eventi della storia d'Italia
- Alle 22 del 10 dicembre 1892 nei corridoi di Montecitorio, a quell'ora animati solo dai commessi impegnati nelle operazioni di chiusura, Maffeo Pantaleoni mise al corrente Napoleone Colajanni dello scandalo della Banca Romana: Colajanni si era recato all'incontro a seguito di un biglietto anonimo, senza sapere chi avrebbe incontrato e per quale motivo[11].
- Il 30 maggio 1924, dopo la denuncia di Giacomo Matteotti alla Camera sui brogli elettorali fascisti, Mussolini uscendo dall'aula di Montecitorio esplose con Rossi: «Che cosa fa la CEKA? Che cosa fa Dumini? Quell'uomo dopo quel discorso non dovrebbe più circolare...»[12].
- Il 14 luglio 1948, mentre usciva dalla portineria di via della Missione, il deputato Palmiro Togliatti, segretario del Partito Comunista Italiano, è ferito da quattro colpi di pistola esplosi da Antonio Pallante[13].
- Il 25 giugno 1969 il generale Giorgio Manes morì a Montecitorio per una crisi cardiaca dopo aver bevuto un caffè poco prima di deporre alla commissione parlamentare sul golpe[14]; portava "una borsa di vilpelle marroncina con chiusura lampo" che fu oggetto, successivamente, delle indagini condotte dalla Commissione d'inchiesta sul piano Solo[15].